# Zwitserland op het Eurovisiesongfestival 2024
Zwitserland was de winnaar van het Eurovisiesongfestival 2024 in Malmö, Zweden. Het is de 63ste deelname van het land aan het Eurovisiesongfestival. SRG SSR was verantwoordelijk voor de Zwitserse bijdrage voor de editie van 2024.

## Selectieprocedure
Net als voorgaande jaren hanteerde de Zwitserse omroep een interne selectie. Tussen 30 mei en 1 juni 2023 vond het jaarlijkse SUISA-songwritingkamp plaats in Maur. De nummers die tijdens dit evenement worden gecomponeerd, worden doorgaans ingediend bij SRG SSR als mogelijke Eurovisie-inzendingen. Deelnemers aan het kamp waren onder andere Teya (een van de vertegenwoordigers van Oostenrijk in 2023), Elsie Bay (een drievoudige deelnemer aan de Noorse nationale finale Melodi Grand Prix, een keer als songwriter) en Linda Dale (een van de songwriters van Queen of kings, de Noorse inzending in 2023).
Tussen 10 en 24 augustus 2023 konden artiesten en componisten hun inzending aanbieden aan de omroep. Na sluiting van de inschrijftermijn boog een panel van 240 internationale juryleden en een 30-koppige jury van experts zich over de inzendingen.
Op 29 februari 2024 maakte de omroep bekend dat de keuze was gevallen op Nemo met het lied The code.

## In Malmö
Zwitserland trad aan in de tweede halve finale, op donderdag 9 mei 2024. Nemo was als vierde van zestien acts aan de beurt, net na Marina Satti uit Griekenland en gevolgd door Aiko uit Tsjechië. Zwitserland kwam als achtste uit de enveloppen en wist daardoor een plek te bemachtigen voor de finale op zaterdag 11 mei. 
Tijdens de finale zal Zwitserland als 21ste aantreden, net na Silia Kapsis uit Cyprus en voorafgaand aan Raiven uit Slovenië.
Nemo wist uiteindelijk de overwinning binnen te halen voor Zwitserland met 591 punten. De artiest kreeg van 22 vakjury's het maximum van 12 punten. 
1956 · 1957 · 1958 · 1959 · 1960 · 1961 · 1962 · 1963 · 1964 · 1965 · 1966 · 1967 · 1968 · 1969 · 1970 · 1971 · 1972 · 1973 · 1974 · 1975 · 1976 · 1977 · 1978 · 1979 · 1980 · 1981 · 1982 · 1983 · 1984 · 1985 · 1986 · 1987 · 1988 · 1989 · 1990 · 1991 · 1992 · 1993 · 1994 · 1995 · 1996 · 1997 · 1998 · 1999 · 2000 · 2001 · 2002 · 2003 · 2004 · 2005 · 2006 · 2007 · 2008 · 2009 · 2010 · 2011 · 2012 · 2013 · 2014 · 2015 · 2016 · 2017 · 2018 · 2019 · 2020 · 2021 · 2022 · 2023 · 2024 · 2025
Albanië · Armenië · Australië · Azerbeidzjan · België · Cyprus · Denemarken · Duitsland · Estland · Finland · Frankrijk · Georgië · Griekenland · Ierland · IJsland · Israël · Italië · Kroatië · Letland · Litouwen · Luxemburg · Malta · Moldavië · Nederland · Noorwegen · Oekraïne · Oostenrijk · Polen · Portugal · San Marino · Servië · Slovenië · Spanje · Tsjechië · Verenigd Koninkrijk · Zweden · Zwitserland